# Flavio Barros
Flavio Barros Souza es un futbolista brasileño. 

## Clubs
- Club de Regatas Vasco da Gama (1996 - 2000)
- Campo Grande Atlético Clube (2000)
- Barcelona Sporting Club (2000 - 2001)
- Club Nacional de Football (2001 - 2002)
- Club Necaxa (2002 - 2003)
- Clube de Regatas do Flamengo (2003 - 2004)
- Racing Club de Ferrol (2004 - 2005)
- América Football Club (2005 - 2006)
- Vila Nova Futebol Clube (2006)
- South China Athletic Association (2007)
- Ethnikos Piraeus F.C. (2008 - 2010)
- Maghreb Fez (2010 - )

- Datos: Q5458093